# Stahnsdorf
Stahnsdorf település Németországban, azon belül Brandenburgban. Lakosainak száma 16 266 fő (2023. december 31.). Stahnsdorf Teltow, Kleinmachnow, Großbeeren, Ludwigsfelde, Nuthetal, Potsdam és Berlin községekkel határos.

## Népesség
A település népességének változása:
| Lakosok száma | 14 210 | 14 245 | 15 127 | 15 270 | 15 756 | 15 983 | 16 203 | 16 266 |
|               | 2010   | 2012   | 2015   | 2017   | 2020   | 2021   | 2022   | 2023   |